# إي. بروك لي
إي. بروك لي (بالإنجليزية: Edward Brooke Lee)‏ هو عسكري وسياسي أمريكي، ولد في 23 أكتوبر 1892 في واشنطن العاصمة في الولايات المتحدة، وتوفي في 21 سبتمبر 1984 في الولايات المتحدة. حزبياً، نشط في الحزب الديمقراطي. وقد انتخب Secretary of State of Maryland ‏ (1923 – 1925) وانتخب عضو مجلس النواب لولاية ماريلند.